# 경마공원역
경마공원역(競馬公園驛, Seoul Racecourse Park station)은 경기도 과천시 과천동에 있는 수도권 전철 4호선의 전철역이다. 이 역은 과천선 초기 계획에는 없던 역으로, 한국마사회의 요구로 추가되었다. 개통 초기 역명은 경마장이었으나, 경마·도박과 관련된 부정적인 이미지 개선을 위해, 2000년에 현재의 역명으로 변경되었다. 인근에 렛츠런파크서울이 있다. 변경 직후에 있던 역명판이 역 터널 기둥에 그대로 있다. 양재천 하저터널로 선바위역과 연결된다.

## 역사
- 1994년 4월 1일 : 과천선 개통과 함께 경마장역(Seoul Racecourse station, 競馬場驛)으로 영업 개시
- 2000년 1월 1일 : 경마공원역으로 역명 변경
- 2010년 9월 1일 : 무배치간이역으로 격하
- 2015년 1월 1일 : 스크린도어 설치

## 역 구조
2면 2선의 상대식 승강장이며, 스크린도어가 설치돼 있다. 출구는 6개다. 승강장 횡단이 가능하긴 하지만, 두개의 출구 중 당고개 방향 끝쪽만 횡단이 가능하다.

### 승강장
| ↑ 선바위           |
| \| ２              |
| 대공원(서울랜드) ↓ |

| 1 | ● 수도권 전철 4호선 | 이촌 · 창동 · 불암산 방면          |
| 2 | ● 수도권 전철 4호선 | 대공원 · 금정 · 안산 · 오이도 방면 |

## 역 주변
| 나가는 곳 | 방면                                      |
| --------- | ----------------------------------------- |
| 1         | 서울경마공원 주차장                       |
| 2         | 서울경마공원                              |
| 3         | 주암소방파출소 서울경마공원               |
| 4         | 과천119안전센터 서울대공원 국립현대미술관 |
| 5         | 국립과천과학관 꽃단지 궁말                |
| 6         | 과천시환경사업소 꽃단지                   |

## 승차량 변동
평상시에는 이용객이 그다지 많지 않으나, 주말에는 인근에 위치한 서울경마공원을 찾는 사람들이 주로 이용하는 역이다.
| 역 노선 | 승차 인원 | 승차 인원 | 승차 인원 | 승차 인원 | 승차 인원 | 승차 인원 | 승차 인원 | 승차 인원 | 승차 인원 | 승차 인원 | 승차 인원 | 승차 인원 | 승차 인원 | 승차 인원 | 승차 인원 | 승차 인원 | 승차 인원 | 승차 인원 | 승차 인원 | 승차 인원 | 승차 인원 | 승차 인원 | 승차 인원 | 승차 인원 | 주 석 |
| 역 노선 | 2000년    | 2001년    | 2002년    | 2003년    | 2004년    | 2005년    | 2006년    | 2007년    | 2008년    | 2009년    | 2010년    | 2011년    | 2012년    | 2013년    | 2014년    | 2015년    | 2016년    | 2017년    | 2018년    | 2019년    | 2020년    | 2021년    | 2022년    | 2023년    | 주 석 |
| ------- | --------- | --------- | --------- | --------- | --------- | --------- | --------- | --------- | --------- | --------- | --------- | --------- | --------- | --------- | --------- | --------- | --------- | --------- | --------- | --------- | --------- | --------- | --------- | --------- | ----- |
| 4호선   | 3192      | 7992      | 8288      | 6992      | 8379      | 9177      | 9234      | 8208      | 8265      | 8778      | 8721      | 7752      | 7581      | 2376      | 3996      | 3441      | 7767      | 7162      | 6758      | 6789      | 1704      | 1233      | 5172      | 5855      | [ 4 ] |

## 인접한 역
| 과천선                         | 과천선              | 과천선                                 |
| ------------------------------ | ------------------- | -------------------------------------- |
| 435 선바위 불암산(당고개) 방면 | ● 수도권 전철 4호선 | 437 대공원(국립과천과학관) 오이도 방면 |